# 旧孔代
旧孔代（法語：Vieux-Condé，法語發音：[vjø kɔ̃de]）是法国上法蘭西大區北部省的一个市镇，位于该省东部，属于瓦朗谢讷区。

## 地理
旧孔代（50°27'34"N, 3°34'6"E）面积11.06 平方千米，其位于法国上法蘭西大區北部省，该省份为法国最北部的省份及最长的省份，西北濒北海，西接加来海峡省，南至埃纳省和索姆省，东与比利时接壤。
与旧孔代接壤的市镇（或旧市镇、城区）包括：佩尔韦、埃斯科河畔孔代、埃斯科河畔弗雷讷、埃尔尼、奥多梅兹。
旧孔代的时区为UTC+01:00、UTC+02:00（夏令时）。

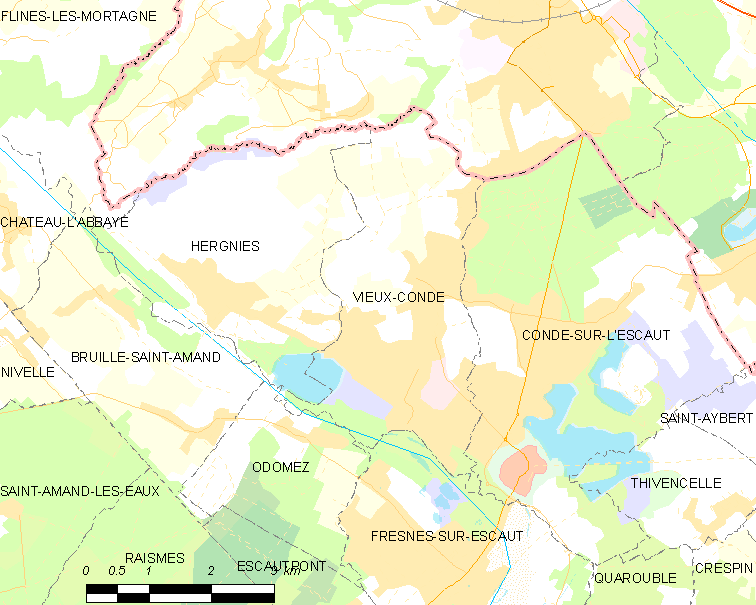
旧孔代的OSM定位图

## 行政
旧孔代的邮政编码为59690，INSEE市镇编码为59616。

## 政治
旧孔代所属的省级选区为马尔利县。

## 交通
瓦朗谢讷有轨电车2号线的北端起点位于境内。

## 人口

1962-2008年间旧孔代人口变化图示

旧孔代于2022年1月1日时的人口数量为10455人。